# Athetis distincta
Athetis distincta är en fjärilsart som beskrevs av Antonius Johannes Theodorus Janse 1940. Athetis distincta ingår i släktet Athetis och familjen nattflyn. Inga underarter finns listade i Catalogue of Life.